# Милош Обилич
Ми́лош Оби́лич или Коби́лич (серб. Милош Обилић, Кобилић) — одна из центральных фигур в сербской эпической поэзии, в которой он воспевается как национальный герой. Согласно традиции, находился на службе у правителя Сербии Лазаря Хребеляновича во время вторжения Османской империи на Балканы в 1389 году. Легенды сообщают, что во время битвы на Косовом поле, где сербы пытались отстоять независимость, Милош Обилич пробрался к султану Мураду I и убил его, после чего был зарублен охраной султана. Наряду с мученической смертью Лазаря Хребеляновича во время этой битвы и предполагаемым предательством Вука Бранковича, подвиг Милоша стал неотъемлемой частью «Косовского мифа» — сербских легенд, окружавших битву на Косовом поле. Существует народное почитание Милоша Обилича как святого. Данных, позволяющих утверждать, что такой человек существовал в действительности, не существует.

## Исторический контекст
В течение всего XIV века мусульманские правители из династии Османов расширяли территорию своего государства. В 1300 году они управляли небольшим бейликом, но за 80 лет непрерывных войн под их властью оказались обширные территории. Мурад I был внуком основателя династии и первым из её представителей, взявшим титул «султана». Если отец и дед Мурада (Осман I и Орхан) расширяли свои земли в основном в пределах Малой Азии, то Мурад направил свои силы против Балканских государств. В этот период сложилась стратегия османской экспансии. Они охотно участвовали в междоусобицах христианских правителей, при этом постепенно осваиваясь на их территориях и подчиняя себе тех, кому ранее обещали помогать. В качестве повода для захвата той или иной территории они использовали или смерть локального правителя, или усобицы в его семье. Свои походы османы предпринимали на достаточно далёкие расстояния. Как правило, во всех областях Балканского полуострова турецкие отряды появлялись задолго до того, как османское государство предпринимало действия по их захвату.
После битвы на Марице в 1371 году последовала краткая передышка, обусловленная внутренними проблемами в империи, но уже в 1385 году была взята София, а в 1386 году — Ниш. На очереди была Сербия, которая в 1355 году после смерти Стефана Душана распалась на несколько государств. Под властью Лазаря Хребеляновича осталась лишь центральная часть страны. В Моравской Сербии османские войска появились в 1381 году (тогда на Дубравнице в долине Моравы они были разбиты) и в 1386 году (тогда они дошли до Плочника и разорили Грачаницу). В 1389 году Мурад с войском двинулся в Сербию. На битву с ним пришло соединённое войско трёх правителей — Лазаря, Вука Бранковича и Твртко I, который не явился сам, но прислал отряд под командованием воеводы Влатко Вуковича. Командование в битве не было централизованным. В битве погибли и Мурад, и Лазарь, точные детали обеих смертей неизвестны. Сын Мурада, Баязид I, возглавил османскую армию после смерти отца и выиграл сражение, вынудив Сербию признать османский сюзеренитет. С этого момента и до 1459 года Сербия в основном существовала на правах вассального государства, с краткими периодами относительной независимости, а  при Мехмеде II она была окончательно завоёвана и стала санджаком империи.

## Обилич и убийство Мурада в хрониках
Самые ранние источники о битве на Косовом поле не упоминают Милоша или убийство им султана, а сербские — в большинстве поддерживают культ Лазаря Хребеляновича. Зять Лазаря по имени Милош не упоминается ни в одном документе, акте или хронике XIV—XV веков. Можно проследить формирование мифа: как постепенно факт убийства султана обрастает подробностями, как возникает фигура героя, как со временем нащупываются имя, а затем и фамилия. Видно, что фигура Милоша Обилича/Кобилича в эпосе окончательно оформилась к концу XVI — началу XVII века.
- Убийство султана Мурада и одного из его сыновей было упомянуто в инструкциях венецианским сенатом, выданных Андреа Бембо 23 июля 1389 года, хотя венецианцы не были уверены в достоверности этой новости[5].
- 1 августа 1389 года король Твртко I (1353—1391) написал письмо в Трогир, чтобы сообщить сенату об османском поражении, и упомянул об убийстве султана[6][7].
- До 1416 года рассказы об убийстве Мурада сообщали не об убийце-одиночке, а о группе воинов. О победе над турками (лат.  ob victoriam de Turcis) и смерти султана упоминал Колюччо Салютати, канцлер Флоренции, в своём письме к королю Твртко от 20 октября 1389 года от имени Сената Флоренции. Имя убийцы не названо, но он описывается как один из двенадцати христианских дворян, которым удалось прорваться через османские ряды: «Судьба, сама судьба — это руки двенадцати верных рыцарей, которые, расчистив путь мечом и прорвав вражеские линии и круг сцепленных верблюдов, героически достигли палатки самого Амурата [Мурада]. Это те, кто убили такого могущественного воеводу, проткнув мечом ему горло и живот. И благословенны все те, кто отдал свою жизнь и кровь через славное мученичество как жертвы мертвого лидера над его уродливым трупом»[8][9].
- В первый раз описание убийства султана не группой, а одним человеком, появляется не в Сербии, и героизирует не Милоша. Итальянский рассказ, написанный в 1416 году, называл убийцей султана князя Лазаря[10].
- Первое появление убийцы-одиночки в сербских источниках происходит в 1440-х годах у Константина Философа в биографии Стефана Лазаревича, сына Лазаря. Герой, все ещё анонимный, описывается как человек благородного происхождения, которого завистливые языки пытались опорочить перед князем. Чтобы доказать свою лояльность и мужество, он покинул линию фронта под предлогом того, что был дезертиром, воспользовался возможностью, чтобы заколоть султана и вскоре был убит[11]. Важные элементы сюжета — оскорбление героя напрасным обвинением и последующее убийство султана — впервые зафиксированы Философом[12].
- Считалось, что само убийство впервые было описано Игнатием Смолянином 9 июля 1389 года, менее чем через месяц после битвы[13], в «Повести о Амурате»: «бе же некто у Лазаря Сербьскаго слуга, верен сый… вниде в полк Турскаго царя Амурата, являя себя бежаща от православнаго Сербськаго царя Лазаря, емуже Турстии полцы разступишяся, дающее путь. Он же являя себя с любовию идуща ко Амурату царю Турьскому, и внезапну вскоре вонзе меч свой в сердце Амурата, царя Турскаго, и в той час умре Амурат, царь Турскый. И сице Турки смятошася, и начаша одолевати Сербския силы с Лазарем царём над Турки»[14]. Однако «Повесть о Амурате» была помещена в текст Игнатия при включении его в Никоновскую летопись. Как установил Попов, «Повесть об Амурате» основана на позднейшем труде Константина Философа и её автор неизвестен[15].
- Появление имени Милош может быть связано со смертью совсем другого султана. В 1413 году на реке Марице произошёл бой, в котором погиб Муса-челеби, внук Мурада и сын Баязида. В этой битве против него выступал его брат Мехмед I, а в войске Мехмеда воевала и дружина Стефана Лазаревича, сына Лазаря Хребеляновича. Сербская летопись Первого вида (1453 года) сообщает, что Муса бежал, был схвачен сербами и «заклан был Милошем»[16]. Вскоре в списках летописи имя Милош (без фамилии и прочих деталей) начинает появляться и в описании битвы при Косово. Как пишет филолог С. В. Алексеев, «сличение текстов сербской летописи наглядно показывает перенос имени Милоша из исторической реальности начала XV в. в эпическое пространство Косовского цикла»[16].
- До конца XV века фамилия героя-убийцы не упоминается. Первым автором, называющим убийцу Мурада полным именем, является Константин из Островицы, сербский янычар, который написал свои «Записки янычара» около 1497 года. В отрывке, посвящённом поражению Сербии в Косово, Михаилович называет «Милоша Кобицу»[17] как рыцаря, который заколол Мурада: «Ту је онда Милош Кобица убио цара Мурата»[k 1][18][12].

- В следующий раз имя встречается в источниках на три десятилетия позже, в 1530 году, у Бенедикта Курипешича, австрийского посла в Стамбуле, который написал Intinerarium Wegrais etc. в 1531 году. Описывая гробницу Мурада на Косовом поле, он рассказывает о рыцаре, которого он называет «Милошем Кобиловичем» и о песнях, которые о Милоше поют в Сербии[20][21].
- Стефан Герлах, богослов, приехавший в Стамбул в качестве священника австрийского посольства и живший в Османской империи в 1573—1578 годах, писал, что человека, убившего султана Мурада, пробравшись в шатёр, турки называют «Милош Кобали»[21].
- Два османских манускрипта, упоминающих имя Милош, появилось в начале восьмидесятых годов XVI века. В 1583 году Нишанджы Феридун Ахмед-паша опубликовал «Муншаат ус-Салатин» — собрание указов и писем султанов, которые были ему доступны ввиду его должности нишанджи (тайного секретаря султана, канцлера)[22]. Имя «Милош» в связи с Косовым полем встречается в фирмане о восшествии на престол султана Баязида I[4]. Также Милош упоминается только по имени в первом томе Хюнер-наме, законченном в 1582 году, — описании деятельности султанов с иллюстрациями[23][24]. Исследователи высказывают сомнения в подлинности фирмана (или той его части, где упомянут Милош)[4]. Оба этих манускрипта были созданы по заказу великого визиря (серба по происхождению) Мехмеда Соколлу, который не терял связи с Сербией, был близким родственником патриарха Макария Соколовича и мог быть в курсе сербских легенд, преданий и сказок[4].
- Ещё одно упоминание Милоша содержится в сербском памятнике «Руварчевродослов» конца XVI века: «воевода Лазарев, Милош Кобилич, ножом проткнул Мурата на Косове»[4]. До этого момента сербские летописи не упоминают Милоша Обилича (Кобылича)[4].
- Шараф-хан Бидлиси в 1599 году называет имя: "Один из эмиров неверных, по имени Милош, с покорностью перешёл на службу к победоносному султану и, удостоившись лобызания государевой десницы, одним ударом блестящего кинжала поверг тот кипарис сада царствования во прах смерти"[25].

## Османская и греческая трактовки сюжета
Смерть султана отражена у ранних османских историков. Они описывают, как Мурад был без сопровождения на поле битвы, и анонимный христианин, лежавший среди трупов, проткнул его. Например, поэт начала XV века Ахмеди пишет, что «внезапно один из христиан, который был покрыт кровью и, по-видимому, скрыт среди мертвых врагов, встал, бросился к Мураду и ударил его кинжалом». Эту версию Халил Иналджик цитирует в Исламской энциклопедии.
Иналджик объяснил, что одним из наиболее важных современных османских источников о битве на Косовом поле является работа 1465 года Энвери (тур.  Düstûrnâme). Иналджик утверждал, что она была основана на сообщении очевидца битвы, вероятно, Ходжи Омера, посланника, отправленного султаном к Лазарю перед битвой. Энвери объясняет, что ещё до того, как он стал сербским дворянином, Милош (Милош Бан, как Иналджик прочёл это имя в тексте Энвери) был мусульманином при султанском дворе, который он потом покинул и отрёкся от ислама. Султан, якобы, призывал его вернуться много раз. Согласно Энвери, хотя Милош обещал вернуться, он никогда этого не сделал. Когда Лазарь был схвачен, Милош подошел к султану, который ехал на чёрном жеребце, и сказал: «Я Милош Бан, я хочу вернуться к исламской вере и поцеловать твою руку». Когда Милош приблизился к султану, он ударил его кинжалом, спрятанным в его манжете. Люди султана разрубили Милоша на куски мечами и топорами.
Орудж-бей, османский историк, объясняет отсутствие охраны у султана тем, что армия была занята преследованием противника в тылу. Христианин «решил пожертвовать собой и подошёл к Мураду, который сидел один на своей лошади. Притворяясь, что он хотел поцеловать султанскую руку, он ударил султана острым кинжалом» . С конца XV века греческие источники также начинают упоминать это событие. Лаоник Халкокондил (умер в 1490) утверждает, что использует греческие традиции, когда называет убийцу Мурада «Miloes» — «человек благородного происхождения [… ] Добровольно решил совершить героический акт убийства. Он попросил, что ему нужно у принца Лазаря, а затем поехал в лагерь Мурада с намерением представить себя дезертиром. Мурад, который стоял посреди своих войск до битвы, желал получить дезертира. Милош достиг султана и его телохранителей, повернул копье против Мурада и убил его». Писавший во второй половине того же века историк Дука описал убийство Мурада в своей «Истории Византии». Он рассказывает, как молодой дворянин сделал вид, что покинул битву, был захвачен турками и, заявляя, что знает ключ к победе, сумел получить доступ к Мураду и убить его.
В 1976 году  историк литературы Миодраг Попович предположил, что элементы сюжета в сербской традиции были заимствованы из турецких источников, пытавшихся принизить христианских оппонентов и приписывая смерть Мурата «коварным» методам.
Историк Томас Эммерт указывает на то, что турецкие источники неоднократно упоминали об убийстве, в то время как в западных и сербских источниках упоминания об этом появились гораздо позже. Он считает, что сербы знали об убийстве, но решили не упоминать его в своих первых отчетах по неизвестным причинам.
В 1512 году османский историк Мехмед Нешри написал подробный отчет о битве. В изложении Нешри присутствуют несколько элементов из популярной сербской традиции и убийство негативно описывает исполнителей.

## Сербская традиция
Картины Адама Стефановича
<...>
Князь литую чашу поднимает, 
 
Говорит своим боярам сербским: 
 
«За кого мне выпить чашу эту? 
 
<...>
Если пить по храбрости безмерной,  
 
Выпил бы вино за воеводу; 
 
И сегодня за твое здоровье,  
 
Милош Обилич, хочу я выпить: 
 
<...>Утром мне на Косове изменишь,  
 
Убежишь к турецкому султану. <...>» 
 
Встал поспешно легконогий Милош,  
 
До землицы черной поклонился: 
 
«Не был я предателем-злодеем, 
 
Не был им и никогда не буду.  
 
<...>Бранкович — предатель тот проклятый!  
 
Завтра будет Видов день прекрасный,  
 <...>
<...> Поутру на Косово я выйду, 
 
Заколю турецкого султана, 
 
Придавлю ему ногою горло».
Перевод А. Ахматовой.
Милош Обилич — один из главных героев сербской легенды о Косове, ядром которой является битва на Косовом поле (1389). Согласно легенде, Милош и Вук Бранкович были женаты на дочерях сербского правителя Лазаря Хребеляновича. Между его женой и женой Вука Бранковича, произошла ссора о превосходстве в доблести их мужей. В результате этого Бранкович и Милош сразились и Милош победил. Преисполнившись ненавистью, Бранкович оговорил Милоша перед Лазарем, сказав, что Милош сговорился с турками, чтобы предать князя. Вечером накануне битвы Лазарь бросил Милошу в лицо обвинение в предательстве. Чтобы доказать свою лояльность, Милош пошел в турецкий лагерь, притворяясь перебежчиком. В благоприятный момент он заколол султана Мурада, после чего его охранники казнили Милоша. Затем в легенде описываются события, касающиеся битвы.
Существует две основные версии о создании косовской легенды. Согласно первой, истоки находится в регионе, в котором велась битва за Косово. По другой версии, легенда возникла в более западных балканских регионах под влиянием французских «chansons de geste». Сербский филолог Драгутин Костич заявил, что французские рыцарские эпосы на самом деле не участвовали в формировании легенды, но что они «только» модифицировали «уже созданную и сформированную легенду и первые её поэтические проявления». Ядро, из которого развилась легенда, обнаружено в литературе, посвященной представлению князя Лазаря как мученика и святого, созданной в Моравской Сербии между 1389 и 1420 годами. Особенно важен в этом отношении «Дискурс о принце Лазаре», составленный сербским патриархом Данило III. В последующие столетия легенда постепенно эволюционировала, ядро легенды с основными сюжетными ходами сложилось к началу XVIII века:
- Как уже говорилось ранее, появление безымянного героя одиночки, который проник в турецкий лагерь и убил султана Мурада, происходит в «Жизни деспота Стефана Лазаревича», написанной в 1430-х годах Константином Философом[11].
- Тема ссоры между Вуком и Милошем была впервые зафиксирована в Герцеговине в середине XV века[40].
- Курипешич (1530) упоминает оскорбление и унижение накануне битвы, последний обед с Лазарем и его приближёнными, появление Милоша в шатре Мурада, жестокое убийство и его собственную смерть, попытку скрыться на коне[41].
- Зятем Лазаря в легендах Милош стал называться лишь в XVI веке[4].
- Предательство Вука до XVI века нигде не описывается, а в сербских начинает появляться с XVIII века, и уже в XIX веке гробница Вука была разорена[42] воинами Карагеоргия, захватившими Крушевац, которые выкопали кости «изменника», сожгли и развеяли прах[k 2][43].
- Ссора между дочерьми Лазаря и дочь по имени «Вукосава, жена Милоша Кобылича»[44], впервые письменно зафиксированы Мавро Орбини в 1601 году в его «Истории славян»[45][46].
- Полностью оформленная легенда о Косово со всеми её элементами записана в «Повести о Косовской битве» (Priča o boju kosovskom), составленной примерно в начале XVIII века в Которском заливе или Старой Черногории. Это был очень популярный текст, копии которого постоянно производились в течение примерно 150 лет в районе, простирающемся от юга бывшей Югославии до Будапешта и Софии[39].

Легенды о Милоше были популярны и широко распространились по Балканам. Курипешич пишет, что Милош был популярной фигурой в преданиях сербов, которые поют о своих героях (в сербских песнях он фигурирует также как Милош Драгилович). Он записал несколько легенд о битве при Косово, и упомянул эпические песни об Обиличе в регионах, далёких от Косова, например в Боснии и Хорватии. В своей работе 1603 года английский историк Ричард Ноллс описал «деревенские песни» сербов о битве под Косово и называет героя «Кобелица».
В Сербской эпической поэзии и песнях (например, «Радул-бей и болгарский король Шишман» и песне «Свадьба Душана») Милош Обилич часто объединяется вместе с другими литературными героями, такими как Карагеоргий, Вук Караджич и Пётр I Петрович, которые выделялись моральными и /или интеллектуальные качествами. В стихотворении «Обилич — сын змея» Милошу придаётся мифическая родословная, как сыну змея/дракона, чтобы подчеркнуть его сверхчеловеческую силу на физическом и духовном уровне. В этом он присоединяется к ряду других героев сербской поэзии, которые боролись против турецкого гнета и, как утверждают, были потомками змея/дракона. Милош Обилич часто действует заодно с различными героями: Миланом Топлицей, c Иваном Косанчичем, с Кралевичем Марко, с братьями Югович.
Альберт Лорд из Гарвардского университета заявил в 1982 году, что албанские эпические песни о битве за Косово не были переводами сербских эпических песен, как это считалось ранее. Лорд утверждает, что две традиции возникли более или менее независимо друг от друга. По его словам, основные элементы албанской сказки об убийстве султана Мурада не могут быть найдены в соответствующих сербских сообщениях, и эти элементы можно отнести к албанскому фольклору. Сербская и албанская традиции вступили в контакт в регионе Рашка, где взаимодополнялись.

## Имя персонажа
Имя героя, Милош, является славянским именем, фиксируемым с раннего средневековья среди болгар, чехов, поляков и сербов. Оно происходит от славянского корня  mil , что означает «милосердный» или «дорогой», который встречается в большом количестве славянских имен. С течением времени фамилия персонажа видоизменялась. В своей «Истории Черногории» (1754) Василий Петрович писал о «Милоше Обильевиче», а в 1765 году историк Павле Джулинач записал фамилию как «Обилич». По словам чешского историка Константина Йозефа Иречека, фамилия Обилич и его различные выражения проистекают из сербских слов «Богатство», «изобилие». Фамилия Кобилич могла исходить от славянского слова «kobila» (кобыла) и означает «сын кобылы», поскольку в сербских легендах герой был выкормлен кобылой. Иречек связал фамилию с двумя благородными семьями в средневековых Рагуза и Требинье: Кобилич и Кобилячич в XIV—XV вв. Он отметил, что они изменили свои фамилии в XVIII веке, потому что сочли «неприличным» связывать себя с кобылами. Основываясь на документе 1433 года из архивов Рагузы, историк Михайло Динич пришел к выводу, что первоначальная фамилия Милоша (если он существовал) была действительно Kobilić (лат.  Cobilich). В наше время сербскими писателями используется форма Обилич.
Журналист Ноэль Малкольм предположил, что фамилия, возможно, была получена из термина «kopil», возможно, валашского или албанского происхождения, что означает «ребёнок» или «ребёнок-бастард». Однако аналогичное слово («kopile») существует в сербском языке и имеет то же значение. Малькольм также предположил, что Кобилич может быть венгерского происхождения, — возможно, транслитерация венгерского слова «kóbor lovag» (рыцарь-странствующий).

## Память
Милош Обилич и все события, сопровождающие битву на Косовом поле, вошли в национальное самосознание, легенды и поэзию сербов. Историк Раде Михальчич предполагает, что культ был популярен и возник к югу от Савы и Дуная во время османской оккупации. К началу XIX века возникло народное почитание Милоша как святого. Во время первого сербского восстания (1804—1813) в нартексе князя Лазаря в Хиландаре была написана фреска, изображающая Милоша с нимбом как святого воина.

Позже в том же веке героическая фигура Милоша появилась в эпической поэме «Горный венец» (1847) Петра II Петровича (Ньегоша): «Все завидуют тебе, о Милош! / Пал ты храброй жертвой благородства, / ты, воинственный могучий гений, / гром ужасный, что дробит короны».
В 1913 году Королем Петром I была учреждена «Медаль Милоша Обилича», вручаемая солдатам за деяния большого личного мужества или за личное мужество, продемонстрированное на поле битвы. Она вручалась во время Балканских войн, Первой мировой войны и во время Второй мировой войны солдатам югославской армии или союзных войск.
В Поцерине есть родник, известный как «Милошева Баня» (источник Милоша). В легендах это то самое место, где лежало изрубленное тело Милоша. Рядом есть старое захоронение, которое по преданию является могилой сестры Милоша.
Обилич упоминается в сербской рифмованной пословице «Два лоша убиши Милоша», которая переводится как «Двое плохих убили Милоша» — используется, когда количество перевешивает качество.

## Комментарии
1. ↑  Константин писал свои воспоминания (записки) через 20—30 лет после того, как он покинул службу у султана. К моменту написания своей хроники он долгое время жил в Европе и мог отразить бытовавшую устную традицию.
2. ↑  На самом деле Вук не был предателем. После Косовской битвы именно он противостоял османам, а потомки Лазаря — верно служили им[43].
3. ↑  Милош  упоминается в эпических стихотворениях как «Милош из Поцерья» (например, в сказании «Королевич Марко и Лютица Богдан»[71]), и, согласно местным легендам, он происходил из западного сербского региона Поцерина[англ.][72].